# Yoann Jaumel
Yoann Jaumel est un joueur français de volley-ball né le 16 septembre 1987 à Montpellier (Hérault). Il mesure 1,82 m et joue passeur. Il totalise 22 sélections en équipe de France.

## Biographie
Il est le fils d'Yves Jaumel, ancien international français de volley-ball.

## Clubs
| Club            | De        | À            |
| --------------- | --------- | ------------ |
| Stade Poitevin  | 2006-2007 | 2006-2007    |
| Montpellier UC  | 2007-2008 | 2009-2010    |
| Martigues VB    | 2010-2011 | 2010-2011    |
| Avignon VB      | 2011-2012 | 2012-2013    |
| GFCO Ajaccio    | 2013-2014 | 2014-2015    |
| Tours VB        | 2015-2016 | 2015-2016    |
| ASV Lube Treia  | 2016-2017 | 2016-2017    |
| Nice VB         | 2017-2018 | 2017-2018    |
| Narbonne Volley | 2018-2019 | 2018-2019    |
| GFCO Ajaccio    | 2019-2020 | 2019-2020    |
| Arago de Sète   | 2020-2021 | À déterminer |

## Palmarès

### Club et équipes nationales
- Ligue mondiale
  - Vainqueur (1) : 2015
- Championnat d'Europe
  - Vainqueur (1) : 2015
- Championnat d'Europe des moins de 21 ans
  - Finaliste (1) : 2006
- Championnat de France
  - Finaliste (1) : 2007
- Coupe de France
  - Finaliste (2) : 2008, 2010
- Championnat de France Ligue B
  - Vainqueur (1) : 2012

### Distinctions individuelles
- Meilleur passeur du championnat d'Europe des moins de 21 ans 2006.
- Meilleur passeur de Ligue A 2013-2014.